# Eduard Einstein
Eduard Einstein (Zurigo, 28 luglio 1910 – Zurigo, 25 ottobre 1965) è stato uno psichiatra svizzero; era il secondo figlio di Albert Einstein e di Mileva Marić.
Soffriva di schizofrenia.

## Biografia
Einstein e la sua famiglia si trasferirono a Berlino nel 1914, ma presto Mileva Marić, moglie del fisico, tornò a Zurigo, portando con sé Eduard e suo fratello. Il padre che continua a vivere a Berlino lo va a trovare ogni tanto. Fu sempre di salute cagionevole, appassionato di musica e poesia; si iscrive all’università per studiare medicina e diventare psichiatra ma nel 1930, quando ha vent’anni, gli viene diagnosticata una forma grave di schizofrenia che lo portò anche ad aggredire la madre durante una crisi. La malattia lo costrinse a interrompere gli studi. Secondo il fratello Hans Albert Einstein, il motivo dell'aggravarsi della sua malattia furono i trattamenti elettroshock che gli applicavano.
Viene internato nel 1932 in una clinica per malattie mentali di Zurigo, la Burghölzli, dalla quale uscì poche volte e dove trascorse gran parte della sua vita e dove morì nel 1965. Durante questo periodo rivide il padre una sola volta, documentata da una fotografia, nel 1933, quando lo scienziato, in partenza per gli USA con la seconda moglie, gli chiese di seguirlo, ma lui rifiutò; il padre poi non ritornò più in Germania.
Dopo un lungo periodo di internamento, Eduard disse a suo padre che lo odiava, e Einstein non lo vide mai più, neanche dopo la guerra.
Sua madre si prese cura di lui, fino alla sua morte nel 1948. Eduard visse la maggior parte del tempo nella clinica psichiatrica di Burghölzli a Zurigo, dove morì all'età di 55 anni. È sepolto nel cimitero di Hönggerberg a Zurigo.

## Influenza culturale
- Il caso Eduard Einstein (romanzo, 2014) di Laurent Seksik[9]